# Signaturenlexikon
Das Signaturenlexikon, englischsprachiger ParalleltitelDictionary of signatures, ist ein von Paul Pfisterer in Zusammenarbeit mit seiner Frau Claire Pfisterer zweisprachig erarbeitetes Künstlerlexikon mit einer Wiedergabe von mehr als 160.000 Künstlersignaturen von bildenden Künstlerinnen und Künstlern Europas und der Vereinigten Staaten des 19. und insbesondere des 20. Jahrhunderts. Das Nachschlagewerk erhebt dabei keinen Anspruch auf Vollständigkeit.
In einem Index sind die Künstler mit Abkürzungen für die von ihnen angewandten Techniken wie etwa M für Maler, Z für Zeichner, Gr für Grafiker und so weiter gelistet mit einer Seitenangabe, auf denen die ohne diese Hilfestellung mitunter schwer zu entziffernden Signaturen, teilweise mit Jahresangaben, abgebildet sind.

## Bibliographische Angaben
- Paul Pfisterer, unter Mitarbeit von Claire Pfisterer: Signaturenlexikon = Dictionary of signatures. De Gruyter, Berlin/New York 1999, ISBN 3-11-014937-0, XVI, 993 S.